# Гуэведосе
Гуэведосе (исп. güevedoce — «яйца в двенадцать») — название детей с дефицитом 5-альфа-редуктазы в Доминиканской Республике. Когда такие дети рождаются, их классифицируют как девочек, но в возрасте около 12 лет у них начинают развиваться мужские гениталии. Это связано с дефицитом 5α-редуктазы, фермента, участвующего в метаболизме тестостерона.

## Исследования
Первые научные исследования гуэведосе прошли в 1970-х годах, когда доктор Джулианна Императо-МакГинли, эндокринолог из Корнеллского университета, посетила деревню Лас Салинас (население 5956 чел., 2012) в Доминиканской Республике, чтобы исследовать сообщения о том, что некоторые девочки в этой деревне становятся мальчиками с наступлением полового созревания. Было установлено, что причиной является дефицит 5α-редуктазы, а результаты были опубликованы в журнале Science в 1974 году. Было обнаружено, что частота дефицита в Салинасе необычайно высока, причем соотношение встречаемости составляет 1 гуэведосе на каждые 90 обычных мужчин.